# Galerie Birch
Galerie Birch ist eine dänische Kunstgalerie in Kopenhagen. 
Die Galerie wurde 1946 von dem Kunsthändler Børge Birch gegründet und ist damit die älteste dänische Galerie für Moderne Kunst. Børge Birch war einer der führenden Kunsthändler in Europa und ist besonders bekannt geworden für seine Zusammenarbeit mit den Künstlern der Künstlergruppe CoBrA: Asger Jorn, Pierre Alechinsky, Karel Appel, Corneille und Reinhoud d'Haese. Im Jahr 1994 übernahm Børge Birchs Tochter Anette Birch die Galerie.